# Indrawati
Indrawati – rzeka w Indiach, w stanach Orisa i Madhya Pradesh. Liczy 510 km długości. Źródła rzeki znajdują się w Ghatach Zachodnich, a uchodzi do rzeki Godawari. 